# 五島市立崎山中学校
五島市立崎山中学校（ごとうしりつ さきやまちゅうがっこう）は、長崎県五島市下崎山町にあった公立中学校。略称は「崎中」（さきちゅう）。
2024年（令和6年）3月末をもって閉校し、五島市立福江中学校へ統合された。

## 概要
歴史
1947年（昭和22年）の学制改革によって新制中学校として創立。2022年（令和4年）に創立75周年を迎えた。
校訓
「自主・友愛・練磨・勤労」
校章
左右の稲穂の根元をリボンで結んだものを背景にして中央に「中」の文字を置いている。
校歌
作詞は大濱敏美（初代校長）、作曲は松尾政彦による。歌詞は3番まであり、歌詞中に校名は登場しない。
校区
住所表記で五島市の後に「下崎山町、上崎山町、向町、長手町」が続く地区。
小学校区は五島市立崎山小学校

## 沿革
- 1947年（昭和22年）4月1日 - 学制改革（六・三制の実施）が行われる。
  - 旧・崎山村国民学校の初等科が改組され、大浜村立崎山小学校となる。
  - 旧・崎山村国民学校の高等科は青年学校の普通科とともに改組され、新制中学校「崎山村立崎山中学校」となり小学校に併設される。初代校長は大濱敏美。
    - 赤島分校を設置（崎山村立赤島小学校に併設）。
- 1948年（昭和23年）10月 - 父母と教師の会が発足。
- 1949年（昭和24年）4月1日 - 赤島分校が分離し、「崎山村立赤島中学校[2]」として独立。
- 1954年（昭和29年）4月1日 - 合併により福江市が発足したため、「福江村立崎山中学校」に改称。
- 1957年（昭和32年）3月 - 理科準備室が完成。
- 1960年（昭和35年）4月 - 水道施設を設置。
- 1962年（昭和37年）4月 - 生徒数が最大の415名（14学級）を記録。
- 1963年（昭和38年）3月 - 特別教室が完成。
- 1965年（昭和40年）4月 - 新校舎が完成。
- 1970年（昭和45年）10月 - 運動場を整備（散水設備を設置）。
- 1971年（昭和46年）9月 - 完全給食を開始。
- 1975年（昭和50年）5月 - 体育館が完成。
- 1978年（昭和53年）11月 - 校舎の増改築が完了。
- 1979年（昭和54年）
  - 1月 - 旧校舎を解体。
  - 3月 - 運動場を拡張。
- 1981年（昭和56年）6月 - 郷土歌人 田口照子の句碑が建立される。
- 1986年（昭和61年）9月 - 国旗掲揚台を設置。
- 1991年（平成3年）8月 - 理科室を改築。
- 1992年（平成4年）1月 - パソコン室を設置。
- 2004年（平成16年）8月1日 - 五島市の発足により、「五島市立崎山中学校」（現校名）に改称。
- 2024年（令和6年）3月31日 - 五島市立福江中学校への統合により、閉校。

## 交通
最寄りのバス停は、五島自動車（五島バス）「崎山中学校前」バス停である。
最寄りの道路は、長崎県道165号大浜福江線である。

## 周辺
- 五島市立崎山小学校
- 崎山保育園
- 崎山郵便局
- JAごとう崎山支店

## 参考資料
- 「福江市史 上巻」（1995年（平成7年）3月31日, 福江市）第3編 教育・文化、第2章 学校教育、第2節 学校の沿革と現況 p. 428